# Besdorf
Besdorf (niederdeutsch: Besdörp) ist eine Gemeinde im Kreis Steinburg in Schleswig-Holstein.

## Geografie

### Geografische Lage und Gemeindegliederung
Das Gemeindegebiet von Besdorf erstreckt sich im Landschaftsbereich des Naturraums Heide-Itzehoer Geest südlich des Bachlaufs Iselbek. Siedlungsgeografisch besteht die Gemeinde einzig aus dem Dorf gleichen Namens. Entlang der Iselbek befindet sich ein Teil des NATURA 2000-Schutzgebietes FFH-Gebiet Iselbek mit Lindhorster Teich im Gemeindegebiet.

### Nachbargemeinden
Direkt angrenzende Gemeindegebiete von Besdorf sind:
|                 | Bendorf (Kreis Rendsburg-Eckernförde)       | Bokhorst  |
|                 | Kompassrose, die auf Nachbargemeinden zeigt |           |
| Holstenniendorf |                                             | Bokelrehm |

## Geschichte
Besdorf gehörte historisch zum ehemaligen Amt Wacken im ehemaligen Kreis Rendsburg. Im Jahr 1910 lebten in der Gemeinde 293 Menschen. Bis zum Jahr 1939 reduzierte sich die Anzahl auf 285.
1970 schloss man sich dem Amt Schenefeld im Kreis Steinburg an. Bei der Volkszählung 1987 wurde in Besdorf eine Einwohnerzahl von 243 ermittelt.

## Politik

### Gemeindevertretung
Bei der Kommunalwahl am 14. Mai 2023 wurden insgesamt neun Sitze vergeben. Diese fielen erneut alle an die Kommunale Wählergemeinschaft Besdorf. Die Wahlbeteiligung betrug 70,9 %.

### Wappen
Blasonierung: „Von Rot und Silber durch einen in verwechselten Farben geteilten Schrägbalken geteilt. Oben eine goldene Haferrispe, unten ein übereck gestelltes rotes Bauernhaus mit Heckschuur.“
Im Besdorfer Wappen wird auf unkonventionelle Weise der Versuch unternommen, die alte Zeit mit dem technischen Zeitalter, also Vergangenheit und Gegenwart, zu verbinden, die dem Ort beide ihren Stempel aufgedrückt haben. Den traditionellen dörflichen Charakter repräsentieren die Haferrispe und das niederdeutsche Hallenhaus, das durch seine ungewöhnliche perspektivische Gestaltung auffällt. Der geteilte Schrägbalken als Zeichen des Fortschritts gibt die Autobahn 23 wieder, die das Gemeindegebiet auf der westholsteinischen Geest seit 1985 durchschneidet.

## Wirtschaft und Verkehr
Die Wirtschaft im Gemeindegebiet ist von der Landwirtschaft geprägt. Die Anzahl der landwirtschaftlichen Betriebe ist stark zurückgegangen. Es gibt jedoch auch einige Gewerbebetriebe.
Durch das nördliche Gemeindegebiet verläuft, grob in Ost-West-Richtung, die Bundesautobahn 23 zwischen Heide und Itzehoe. Die Anschlussstelle Hanerau-Hademarschen (Nr. 6) liegt im Gemeindegebiet und bindet an die schleswig-holsteinische Landesstraße 131 an. In südlicher Richtung führt diese in Richtung der Dorflage.